# Station Rathmore
Station Rathmore  is een spoorwegstation in Rathmore in het  Ierse graafschap Kerry. Het station ligt aan de lijn Dublin - Tralee. Via Mallow is er een directe aansluiting naar Cork. 